# Rožni Vrh (gmina Trebnje)
Rožni Vrh – wieś w Słowenii, w gminie Trebnje. W 2018 roku liczyła 71 mieszkańców.